# جبران (روان‌شناسی)
در روان‌شناسی، جبران (به انگلیسی: Compensation) عبارت از راه‌کاری‌است که از طریق آن آگاهانه یا ناآگاهانه، ضعف‌ها، ناامیدی، تمایلات یا احساسات نابسندگی و بی‌کفایتی در یک حوزه از زندگی با موفقیت یا سربلندی در حوزه دیگری از زندگی پوشش داده شود. سازوکار جبران می‌تواند برای پوشش دادن ضعفی واقعی یا خیالی، شخصی یا فیزیکی مورد استفاده قرار گیرد. جبران مثبت ممکن است به شخص در غلبه بر مشکلاتش کمک کند. از سویی دیگر، جبران منفی از کمک کردن ناتوان است، که منجر به تقویت احساس مادونی می‌گردد.

## انواع جبران منفی
دو نوع جبران منفی وجود دارد:
جبران بیش از حد: که مشخصه آن خودکم بینی و هدف گزینی برتری طلبانه‌ای است که منجر به تلاش در جهت کسب قدرت، سلطه و عزت نفس می‌گردد.
جبران کم از حد: که شامل تقاضای کمک است، و منجر به فقدان شجاعت و ترس از زندگی می‌شود.
یک مثال شناخته شده برای جبرانی بیش از حد و ناکارآمد، در بین افرادی دیده می‌شود که در یک بحران میانسالی به سر می‌برند. با نزدیک شدن به نیمه عمر، بسیاری از مردم برای استفاده از دفاع روانی خود، از جمله جبران دچار کمبود انرژی می‌شوند.

## منشأ
مفهوم جبران را اولین بار آلفرد آدلر، بنیانگذار مکتب روانشناسی فردی، در ارتباط با احساس کهتری ارائه کرد. او در سال ۱۹۰۷ در کتاب خود با عنوان «مطالعه دربارهٔ ضعف عضوی و جبران فیزیکی آن» توضیح می‌دهد: اگر کسی احساس می‌کند که کهتر «ضعیف» است (معمولاً) سعی می‌کند آن را در جایی دیگر جبران کند. انگیزه آدلر برای بررسی این موضوع از تجربه شخصی خود او ناشی می‌شد. او در کودکی بسیار بیمار بود، و تا چهار سالگی به علت نرمی استخوان قادر به راه رفتن نشد. او سپس او درگیر ذات‌الریه و نیز یک مجموعه حوادث دیگر شد. او این ایده از جبران را به مبحث آموزش روانی نیز منتقل کرد.

## تلویحات فرهنگی
بر اساس نظریهٔ جبران، مردم خودشیفته احساسات کمبود اعتماد به نفس خود را از راه‌هایی همچون صحبت کردن «پر طمطراق» و تماس با افراد «بسیار تحسین شده» خنثی می‌کنند. کودکان خودشیفته سعی می‌کنند حسادت و خشم خود را از طریق خیال‌پردازی دربارهٔ قدرت، زیبایی و ثروت جبران کنند. کریستوفر لاچ، مورخ و منتقد اجتماعی آمریکایی در کتاب "فرهنگ خودشیفتگی" (۱۹۷۹) نوشته‌است که جامعه آمریکای شمالی در دهه ۱۹۷۰جامعه‌ای خودشیفته بود. از دیدگاه او نشانه‌هایی همچون پرستش مصرف و ترس از وابستگی، پیری و مرگ و در پی آن شیفتگی شهرت نشان از جامعه‌ای خودشیفته دارد. مصرف‌گرایی به عنوان نشانه‌ای از جبران از سوی آلیسون جی پیو در کتاب «از مصرف تا حیرانی کودکی» نیز مطرح شده‌است.